# ستيوارت دامون
ستيوارت دامون (بالإنجليزية: Stuart Damon)‏ مواليد 5 فبراير 1937 في بروكلين، الولايات المتحدة، هو ممثل أمريكي.

## الأعمال

### أفلام
- لمسة من الرقي

### مسلسلات
- المستشفى العام
- جزيرة الفنتازيا
- أز ذا وورلد تيرنز
- أيام حياتنا

## الجوائز
| السنة | الجائزة               | الفئة                                                 | النتيجة |
| ----- | --------------------- | ----------------------------------------------------- | ------- |
| 1982  | جائزة إيمي داي تايم   | جائزة إيمي داي تايم لأفضل ممثل رئيسي في مسلسل دراما   | رُشِّح     |
| 1983  | جائزة إيمي داي تايم   | أفضل ممثل رئيسي في مسلسل دراما                        | رُشِّح     |
| 1984  | جائزة إيمي داي تايم   | أفضل ممثل رئيسي في مسلسل دراما                        | رُشِّح     |
| 1991  | جائزة إيمي داي تايم   | جائزة إيمي داي تايم لـ أفضل ممثل مساعد في مسلسل دراما | رُشِّح     |
| 1996  | جائزة إيمي داي تايم   | أفضل ممثل مساعد في مسلسل دراما                        | رُشِّح     |
| 1996  | جوائز سوب أوبرا ديجست | أفضل ممثل في دور مساعد                                | فوز     |
| 1997  | جائزة إيمي داي تايم   | أفضل ممثل مساعد في مسلسل دراما                        | رُشِّح     |
| 1997  | جوائز سوب أوبرا ديجست | أفضل ممثل في دور مساعد                                | رُشِّح     |
| 1999  | جائزة إيمي داي تايم   | أفضل ممثل مساعد في مسلسل دراما                        | فوز     |

## روابط خارجية
- ستيوارت دامون على موقع IMDb (الإنجليزية)
- ستيوارت دامون على موقع أول موفي (الإنجليزية)
- ستيوارت دامون على موقع قاعدة بيانات برودواي على الإنترنت (الإنجليزية)
- ستيوارت دامون على موقع إن إن دي بي (الإنجليزية)
- ستيوارت دامون على موقع ديسكوغز (الإنجليزية)
- ستيوارت دامون على موقع قاعدة بيانات الفيلم (الإنجليزية)